# Pedro de Rojas
Pedro de Rojas was een Spaans koloniaal bestuurder en licenciado (advocaat). Na de dood van gouverneur-generaal van de Filipijnen Gómez Pérez Dasmariñas was Rojas veertig dagen interim gouverneur-generaal totdat de positie werd overgenomen door Luis Pérez Dasmariñas.

## Biografie
De Rojas was sinds 1584 rechter in de Audiencia van Manilla, het hoogste tribunaal in Filipijnen in die tijd. Kort na het aantreden van gouverneur-generaal Gómez Pérez Dasmariñas op 1 juni 1593 werd het tribunaal echter opgeheven. De president en de rechters van het tribunaal werden teruggestuurd naar Spanje. De seniorrechter Pedro de Rojas mocht echter blijven en werd aangesteld als luitenant-auditor, een belangrijke functie waarbij hij de gouverneur-generaal ondersteunde bij zaken met betrekking tot de rechtspraak
In 1593 organiseerde Dasmariñas een expeditie naar de Molukken. Het plan was om met een vloot en een troepenmacht van zo'n 900 mensen naar Ternate te varen om daar het stenen fort van de Hollanders te veroveren. Dasmariñas zou de expeditie persoonlijk leiden en op 24 oktober 1593 vertrok hij in een galei die geroeid werd door Chinese roeiers vanuit Cavite naar Pintados, waar de vloot onder leiding van zijn zoon Luis Pérez Dasmariñas zich reeds bevond. Pedro de Rojas was aangesteld om de kolonie te besturen tijdens diens afwezigheid. Op de tweede dag van de reis daarheen kwamen de Chinese roeiers echter in opstand. Bij deze muiterij kwamen gouverneur Dasmariñas en diverse andere Spanjaarden om het leven. 
Nadat het nieuws in Manilla bekend werd, werd Pedro de Rojas door de Spanjaarden in Manilla gekozen tot tijdelijke opvolger van de omgebrachte gouverneur. De Rojas stuurde een bericht naar Luis Pérez Dasmariñas met het nieuws en de opdracht om de missie af te breken en terug te keren naar Manilla. Na terugkeer van de vloot en het doorzoeken van de papieren van de voormalige gouverneur-generaal in de San Agustin Church werd duidelijk dat de gouverneur voor zijn dood zijn zoon had aangewezen als opvolger. Deze positie werd op 3 december 1593 door Luis Pérez Dasmariñas ingenomen.
De Rojas werd niet lang daarna opgevolgd als luitenant-auditor door Antonio de Morga en zelf aangesteld als Alcalde (burgemeester) van Mexico-Stad.